# Albrecht III. Saský
Albrecht III. Saský zvaný Srdnatý (německy Albrecht der Beherzte, 31. července 1443, Grimma – 12. září 1500, Emden) byl vévoda saský, míšeňský markrabě, zemský správce Fríska a zakladatel albertinské linie rodu Wettinů.

## Život

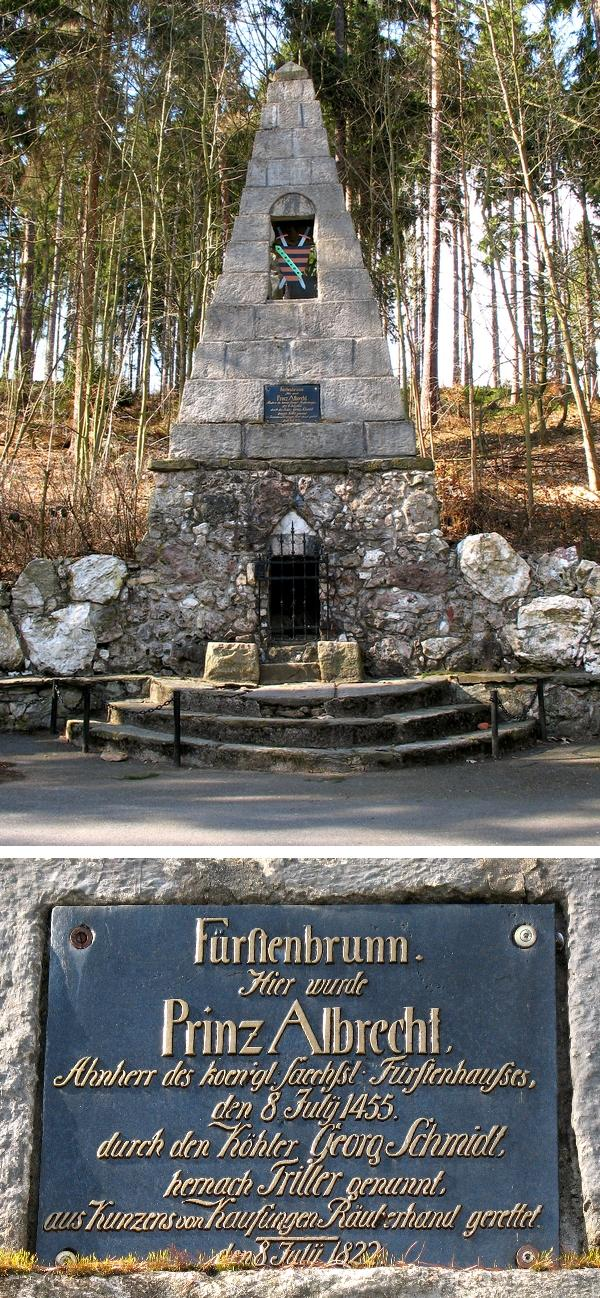
Pomník na počest Albrechtova osvobození roku 1455

Byl pátým z osmi dětí saského vévody Fridricha II. a jeho manželky Markéty Habsburské. Po smrti otce žili Albrecht a jeho bratr Arnošt společně se svými manželkami v drážďanském zámku, později také na Albrechtsburgu (míšeňském hradě). Jako manžel Zdenky, dcery krále Jiřího z Poděbrad, se po Jiříkově smrti v roce 1471 neúspěšně pokoušel získat český trůn.
Roku 1472 získal jako léno slezské Zaháňské knížectví. V roce 1485 proběhlo dělení země mezi oba bratry, po kterém se kurfiřtem stal Arnošt. Albrecht si zvolil Míšeň a stal se zakladatelem albertinské větve rodu (latinská verze jména je Albert), zatímco Arnoštova linie dostala po něm název ernestinská (něm. Ernst a latin. Ernest).
Albrecht byl věrným spojencem habsburských císařů Fridricha III. a Maxmiliána I. V roce 1475 bojoval proti burgundskému vévodovi Karlu Smělému a v letech 1480 a 1487 vedl císařskou armádu proti uherskému králi Matyášovi, ale nebyl schopen ničeho dosáhnout, protože ho císař nechal bez podpory. V roce 1488 se vypravil s císařským vojskem do Flander, aby osvobodil Maxmiliána, který byl zajat vzbouřenými občany Brugg. Maxmilián na něj pak převedl nizozemské místodržitelství a jako náhradu vynaložených nákladů získal Albrecht v roce 1498 dědičný titul správce Fríska, které si však musel nejprve podrobit silou zbraní. Během té doby zastupoval Albrechta v Sasku jeho syn Jiří. Když Albrecht spěchal do Lipska na zemský sněm, Frísové znovu povstali. Albrechtovi se podařilo dobýt Groningen, ale brzy poté se stal obětí epidemie, která vypukla v jeho armádě. Byl pohřben v katedrále v Míšni po boku svých předků, ale jeho srdce a útroby byly uloženy ve velkém kostele v Emdenu, kde zemřel.

## Manželství a potomci
Formální sňatek tehdy šestnáctiletého Albrechta s desetiletou Zdenkou, dcerou českého krále Jiřího z Poděbrad, se konal 11. listopadu 1459 v Chebu, manželství však bylo naplněno až po pěti letech, 11. května 1464 na hradě Tharandt. Téhož roku, po smrti otce, se stal Albrecht saským vévodou a Zdenka, zvaná též Sidonie, saskou vévodkyní. Z manželství Albrechta a Zdeňky se narodilo devět dětí, dospělosti se však dožily pouze čtyři (jedno dítě se narodilo mrtvé a poslední tři zemřely záhy po narození):
- 1. Kateřina Saská (24. 7. 1468 Grimma – 10. 2. 1524 Calenberg)[1]
⚭ 1484 Zikmund Habsburský (26. 10. 1427 Innsbruck – 4. 3. 1496 tamtéž), rakouský arcivévoda, vládce Předních Rakous a Tyrolska v letech 1446–1490[2]
⚭ 1496/7 Erik I. Brunšvicko-Lüneburský (16. 2. 1470 Neustadt am Rübenberge – 30. 7. 1540 Haguenau), vévoda brunšvicko-lüneburský, kníže z Calenbergu[3]
- 2. Jiří Bradatý (27. 8. 1471 Míšeň – 17. 4. 1539 Drážďany), vévoda saský a markrabě míšeňský od roku 1500 až do své smrti[4]
⚭ 1496 Barbora Jagellonská (15. 7. 1478 Sandoměř – 15. 2. 1534 Lipsko)[5]
- 3. Jindřich Zbožný (16. 3. 1473 Drážďany – 18. 8. 1541 tamtéž), vévoda saský a kníže zaháňský od roku 1539 až do své smrti[6]
⚭ 1512 Kateřina Meklenburská (1487 – 6. 6. 1561 Torgau)[7]
- 4. Fridrich (26. 10. 1474 Torgau – 14. 12. 1510 Rochlitz), velmistr řádu Německých rytířů od roku 1498 až do své smrti, svobodný a bezdětný[8]
- 5. Anna (3. 8. 1478 – 1479)[9]
- 6. mrtvě narozené dítě (*/† 1479)[10]
- 7. Ludvík (*/† 1481)[11]
- 8. Jan (*/† 24. 6. 1484 Torgau)[12]
- 9. Jan (*/† 1498 Torgau)[13]

## Vývod z předků
|                     |                                |  |                     |                                  |  |  |  |  |  |  |  | Fridrich II. Míšeňský |
|                     |                                |  |                     |                                  |  |  |  |  |  |  |  |                       |
|                     | Fridrich III. Míšeňský         |  |                     |                                  |  |  |  |  |  |  |  |                       |
|                     |                                |  |                     |                                  |  |  |  |  |  |  |  |                       |
|                     |                                |  |                     | Matylda Bavorská                 |  |  |  |  |  |  |  |                       |
|                     |                                |  |                     |                                  |  |  |  |  |  |  |  |                       |
|                     | Fridrich I. Saský              |  |                     |                                  |  |  |  |  |  |  |  |                       |
|                     |                                |  |                     |                                  |  |  |  |  |  |  |  |                       |
|                     |                                |  |                     | Jindřich IV. z Hennebergu        |  |  |  |  |  |  |  |                       |
|                     |                                |  |                     |                                  |  |  |  |  |  |  |  |                       |
|                     | Kateřina z Hennebergu          |  |                     |                                  |  |  |  |  |  |  |  |                       |
|                     |                                |  |                     |                                  |  |  |  |  |  |  |  |                       |
|                     |                                |  |                     | Judita Braniborsko-Salzwedelská  |  |  |  |  |  |  |  |                       |
|                     |                                |  |                     |                                  |  |  |  |  |  |  |  |                       |
|                     | Fridrich II. Saský             |  |                     |                                  |  |  |  |  |  |  |  |                       |
|                     |                                |  |                     |                                  |  |  |  |  |  |  |  |                       |
|                     |                                |  |                     | Magnus II. Brunšvicko-Lüneburský |  |  |  |  |  |  |  |                       |
|                     |                                |  |                     |                                  |  |  |  |  |  |  |  |                       |
|                     | Jindřich Brunšvicko-Lüneburský |  |                     |                                  |  |  |  |  |  |  |  |                       |
|                     |                                |  |                     |                                  |  |  |  |  |  |  |  |                       |
|                     |                                |  |                     | Kateřina Anhaltsko-Bernburská    |  |  |  |  |  |  |  |                       |
|                     |                                |  |                     |                                  |  |  |  |  |  |  |  |                       |
|                     | Kateřina Brunšvicko-Lüneburská |  |                     |                                  |  |  |  |  |  |  |  |                       |
|                     |                                |  |                     |                                  |  |  |  |  |  |  |  |                       |
|                     |                                |  |                     | Vratislav VI. Pomořanský         |  |  |  |  |  |  |  |                       |
|                     |                                |  |                     |                                  |  |  |  |  |  |  |  |                       |
|                     | Žofie Pomořanská               |  |                     |                                  |  |  |  |  |  |  |  |                       |
|                     |                                |  |                     |                                  |  |  |  |  |  |  |  |                       |
|                     |                                |  |                     | Anna Mecklenbursko-Stargardská   |  |  |  |  |  |  |  |                       |
|                     |                                |  |                     |                                  |  |  |  |  |  |  |  |                       |
| Albrecht III. Saský |                                |  |                     |                                  |  |  |  |  |  |  |  |                       |
|                     |                                |  |                     |                                  |  |  |  |  |  |  |  |                       |
|                     |                                |  | Albrecht II. Moudrý |                                  |  |  |  |  |  |  |  |                       |
|                     |                                |  |                     |                                  |  |  |  |  |  |  |  |                       |
|                     | Leopold III. Habsburský        |  |                     |                                  |  |  |  |  |  |  |  |                       |
|                     |                                |  |                     |                                  |  |  |  |  |  |  |  |                       |
|                     |                                |  |                     | Johana z Pfirtu                  |  |  |  |  |  |  |  |                       |
|                     |                                |  |                     |                                  |  |  |  |  |  |  |  |                       |
|                     | Arnošt Habsburský              |  |                     |                                  |  |  |  |  |  |  |  |                       |
|                     |                                |  |                     |                                  |  |  |  |  |  |  |  |                       |
|                     |                                |  |                     | Barnabáš Visconti                |  |  |  |  |  |  |  |                       |
|                     |                                |  |                     |                                  |  |  |  |  |  |  |  |                       |
|                     | Viridis Visconti               |  |                     |                                  |  |  |  |  |  |  |  |                       |
|                     |                                |  |                     |                                  |  |  |  |  |  |  |  |                       |
|                     |                                |  |                     | Beatrix Regina Scaligerová       |  |  |  |  |  |  |  |                       |
|                     |                                |  |                     |                                  |  |  |  |  |  |  |  |                       |
|                     | Markéta Habsburská             |  |                     |                                  |  |  |  |  |  |  |  |                       |
|                     |                                |  |                     |                                  |  |  |  |  |  |  |  |                       |
|                     |                                |  |                     | Zemovít III. Mazovský            |  |  |  |  |  |  |  |                       |
|                     |                                |  |                     |                                  |  |  |  |  |  |  |  |                       |
|                     | Zemovít IV. Mazovský           |  |                     |                                  |  |  |  |  |  |  |  |                       |
|                     |                                |  |                     |                                  |  |  |  |  |  |  |  |                       |
|                     |                                |  |                     | Eufémie Opavská                  |  |  |  |  |  |  |  |                       |
|                     |                                |  |                     |                                  |  |  |  |  |  |  |  |                       |
|                     | Cimburgis Mazovská             |  |                     |                                  |  |  |  |  |  |  |  |                       |
|                     |                                |  |                     |                                  |  |  |  |  |  |  |  |                       |
|                     |                                |  |                     | Algirdas                         |  |  |  |  |  |  |  |                       |
|                     |                                |  |                     |                                  |  |  |  |  |  |  |  |                       |
|                     | Alexandra Litevská             |  |                     |                                  |  |  |  |  |  |  |  |                       |
|                     |                                |  |                     |                                  |  |  |  |  |  |  |  |                       |
|                     |                                |  |                     | Juliana Tverská                  |  |  |  |  |  |  |  |                       |
|                     |                                |  |                     |                                  |  |  |  |  |  |  |  |                       |